# Tullio Colsalvatico
(Tullio Colsalvatico a conclusione del suo saggio Lo spirito della terra marchigiana)
Tullio Colsalvatico, pseudonimo di Tullio Pascucci (Camporotondo di Fiastrone, 21 agosto 1901 – Tolentino, 20 settembre 1980), è stato uno scrittore e poeta italiano.

## Biografia
Colsalvatico nacque a Colvenale, una collina posta tra Camporotondo di Fiastrone e Tolentino, da Angelo Pascucci e Aurelia. La famiglia benestante, di possidenti che lo avviò agli studi e gli fece frequentare il collegio annesso alla Regia Scuola Agraria di Fabriano, con l'intenzione, in seguito, di fargli condurre l'azienda agricola di famiglia. Uscito dal collegio si dedicò alla lettura di ogni libro che poté acquistare o ottenere in prestito. Nel 1919, a soli 18 anni pubblicò la sua prima raccolta di prose e poesie sotto lo pseudonimo di Baronetto Sofia.
Istituì la Fondazione Pio XI con lo scopo di "elevare la coltura religiosa e sviluppare l'agricoltura" e favorì l'apertura di quattordici biblioteche.
Nel 1922 affiancò Umberto Tupini nella propaganda per il Partito Popolare. Durante il periodo fascista lasciò le Marche per Roma e fu lungamente ospite dello stesso Tupini.
Entrò in contatto con il filosofo e critico Adriano Tilgher che entusiasta delle sue novelle lo aiutò nella loro pubblicazione. In seguito divenne segretario del popolare narratore, l'Accademico d'Italia Lucio D'Ambra (pseudonimo di Renato Eduardo Manganella), scrittore, autore drammatico, soggettista cinematografico, regista, che nel 1919 fondò una sua casa di produzione la D'Ambra Film, e nel cui salotto ebbe modo di incontrare molti uomini di chiara fama.
Durante i suoi frequenti ritorni a Tolentino promosse numerose iniziative, nel 1932, in collaborazione con l'Onorevole Alceo Speranza, a Macerata dette inizio alla collana, da lui stesso diretta, I Piceni.
Le possibilità economiche che gli derivavano dalle rendite fondiarie gli consentivano di potersi dedicare alle sue opere letterarie, ma anche dalla collaborazione con giornali e riviste traeva una buona fonte di sostentamento.
Ad Assisi conobbe il poeta danese Johannes Joergensen che scherzosamente lo salutava:
Il 30 ottobre 1939 sposò l'insegnante Cersinda Francioni, una donna buona, generosa, intelligente, rimasta sempre nell'ombra ad aiutarlo e a collaborare con lui.
La sua partecipazione alla lotta partigiana si svolse sull'Appennino Umbro-Marchigiano in favore di sbandati, profughi, partigiani, ebrei e combattenti dai quali venne soprannominato Pizzetto.
La passione per le antichità legate alle tradizioni della sua regione, dopo la Liberazione, lo portò a condurre degli scavi della Grotta della Sibilla e sempre per  la stessa ragione effettuò scavi archeologici in diversi luoghi, fra cui a Caldarola in località Pievefavera, e affiancò il re Gustavo di Svezia nelle sue escursioni di scavo in varie località storiche d'Italia.
Nel 1955, a Sassoferrato, fondò l'Istituto Internazionale di Studi Piceni, centro ancora attivo; come del resto aveva istituito il Sodalizio dell'Ulivo e l'Istituto per la Storia dei Papi, ma anche il Circolo delle Sibille e la Compagnia della Rosa. 
Il 25 luglio 1979 si spense la moglie e per Colsalvatico fu il preannuncio della fine, l'anno dopo, il 21 settembre 1980 egli morì a Tolentino.
e dove andranno i miei sogni a finire?
Sono purificati dal dolore
E non devi, con me, farli morire!»
(Tullio Colsalvatico da Trasparenze)

## Opere
Opere firmate con lo pseudonimo Baronetto Sofia:
- L'anima bagnata, Tipografia Filelfo, Tolentino, 1924
- Domani riprenderò la mia strada, Tipografia Filelfo, Tolentino, 1925
- Terra nostra, rivista mensile illustrata, Tipografia Bellabarba, San Severino Marche, aprile 1928 - novembre 1929
- Giambattista Boccalini di Camporotondo di Fiastrone, Macerata, 1928
- Teodoro Angelucci di Belforte del Chienti, Macerata, 1928
- Un sacerdote patriotta, Don Raffaele Pascucci, in "Rassegna Storica del Risorgimento", Roma, 1929
- Giuseppe Vanni capomassa dell'insorgenza marchigiana, in "Rassegna Storica del Risorgimento", Roma, 1930
- Alle LL.AA. i Principi di Piemonte, Macerata, 1930
- Poesie, in "Quaderni di Poesia", II, 1931

Opere successive al 1933, firmate con lo pseudonimo Tullio Colsalvatico:
- Scrittori Piceni, Edizioni Vallecchi, Firenze, 1933
- Rapsodia Prima, Edizioni Sperling-Kupfer, Milano, 1937
- Rapsodia Seconda, Edizioni Sperling-Kupfer, Milano, 1939
- Sempre Festa, Edizioni Sperling-Kupfer, Milano, 1942
- Marito a chi lo trova, novella lunga, Edizioni Pagine Nuove, Roma, 1950, 2ª edizione Edizioni Ceschina, Milano, 1959
- Strada d'argento, poesie, Edizioni Bardi, Roma, 1950
- La terra del peccato, 1° volume del ciclo "Il Possidente", premio "Lido di Roma". Edizioni S.A.S., Torino, 1954
- La casa perduta, poesie, Edizioni Ist. "La Casa", Milano, 1954
- Novelle per cento giorni, Edizioni S.E.I., Torino, 1956
- L'uomo, il tempo e l'amore, aforismi, 1ª edizione Edizioni Europa, Roma, 1957, 2ª edizione Edizioni Ceschina, Milano, 1972
- Sposalizio, novelle, Edizioni S.E.I., Torino, 1958
- La finestra non si accese, romanzo unito alla 2ª edizione di Marito a chi lo trova, Edizioni Ceschina, Milano, 1959
- Lo spirito delle Marche, saggio, Edizioni Studi Piceni., Ancona, 1960
- Trasparenze, poesie, Edizioni Ceschina, Milano, 1966
- L'Americana, poesie, Edizioni Ceschina, Milano, 1967
- Solitudini, poesie, Edizioni Ceschina, Milano, 1969
- Antonio Claret, biografia, Edizioni Serv. Claret, Roma, 1970
- Marcellino, biografia, Edizioni Voce Francescana,  1971
- Racconti, a cura di Giuseppe Santarelli, Edizioni Massimo, Milano, 1977
- Montefano, poesie, Edizioni Città Armoniosa, Reggio Emilia, 1978